# 樺戸郡
- 令制国一覧 > 北海道 (令制) > 石狩国 > 樺戸郡
- 日本 > 北海道 > 空知総合振興局 > 樺戸郡

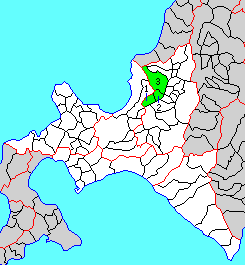
北海道樺戸郡の位置（1.月形町 2.浦臼町 3.新十津川町）

樺戸郡（かばとぐん）は、北海道（石狩国）空知総合振興局管内の郡。
人口10,414人、面積747.7km²、人口密度13.9人/km²。（2025年6月30日、住民基本台帳人口）
以下の3町を含む。
- 月形町（つきがたちょう）
- 浦臼町（うらうすちょう）
- 新十津川町（しんとつかわちょう）

## 概要
1879年（明治12年）に行政区画として発足して以来、郡域は上記3町のまま変更されていない。
「樺戸」の名称は現在の須部都川と石狩川の合流点一帯を指す名称で、アイヌの人々が根茎を食料としていたコウホネを指すアイヌ語の「カパト（kapato）」によるものである

## 歴史

### 郡発足までの沿革
江戸時代の樺戸郡域は西蝦夷地に属し、石狩場所に含まれ松前藩領となっていた。江戸時代後期になると、国防上の理由から文化4年樺戸郡域は公儀御料（幕府直轄領）とされた。
文化5年には留萌支配人山田屋文右衛門によって雨竜越が開削されている。この道は留萌からニセバルマ、エタイベツを経て樺戸郡と雨竜郡の境界にあたるシラリカに出る約25里（98.2km）の道で、樺太警固を行っていた会津藩兵も通行している。
文政4年には一旦松前藩領に復したものの、安政2年再び公儀御料となり庄内藩が警固を行った。戊辰戦争（箱館戦争）終結直後の1869年、大宝律令の国郡里制を踏襲して樺戸郡が置かれた。

### 郡発足以降の沿革
- 明治2年

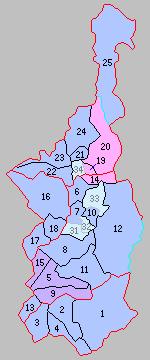
北海道一・二級町村制施行時の樺戸郡の町村（16.新十津川村 17.月形村 18.浦臼村 青：区域が発足時と同じ町村）

  - 8月15日（1869年9月20日） - 北海道で国郡里制が施行され、石狩国および樺戸郡が設置される。開拓使直轄領となった。
  - 8月28日（1869年10月3日） - 山口藩領となる（北海道の分領支配）。
- 明治4年8月20日（1871年10月4日） - 廃藩置県により再び開拓使の管轄となる。
- 明治5年
  - 4月9日（1872年5月15日） - 全国一律に戸長・副戸長を設置（大区小区制）。
  - 10月10日（1872年11月10日） - 4月に設置された区を大区と改称し、その下に旧来の町村をいくつかまとめて小区を設置（大区小区制）。
- 明治9年（1876年）9月 - 従来開拓使において随意定めた大小区画を廃し、新たに全道を30の大区に分ち、大区の下に166の小区を設けた。

- 第2大区
  - 3小区

- 明治12年（1879年）7月23日 - 郡区町村編制法の北海道での施行により、行政区画としての樺戸郡が発足。
- 明治13年（1880年）3月 - 石狩郡外七郡役所（石狩厚田浜益上川樺戸雨竜空知夕張郡役所）の管轄となる。
- 明治14年（1881年） - 月形村を設置。
- 明治15年（1882年）2月8日 - 廃使置県により札幌県の管轄となる。
- 明治17年（1884年）4月 - 札幌郡外五郡役所（札幌夕張空知樺戸雨竜上川郡役所）の管轄となる。
- 明治19年（1886年）1月26日 - 廃県置庁により北海道庁札幌本庁の管轄となる。
- 明治22年（1889年）1月 - 樺戸郡外二郡役所（樺戸雨竜上川郡役所）の管轄となる。
- 明治23年（1890年） - 新十津川村を設置。
- 明治24年（1891年）3月 - 札幌郡外九郡役所（札幌石狩厚田浜益千歳空知夕張樺戸雨竜上川郡役所）の管轄となる。
- 明治29年（1896年）6月 - 空知郡外四郡役所（空知夕張雨竜樺戸上川郡役所）の管轄となる。
- 明治30年（1897年）
  - 7月 - 空知郡外三郡役所（空知夕張雨竜樺戸郡役所）の管轄となる。
  - 11月5日 - 郡役所が廃止され、空知支庁の管轄となる。
- 明治32年（1899年） - 浦臼村が月形村より分離して成立。
- 明治35年（1902年）4月1日 - 北海道二級町村制の施行により、新十津川村（二級村、単独村制）が発足。（1村）
- 明治39年（1906年）4月1日 - 北海道二級町村制の施行により、月形村（二級村、単独村制）が発足。（2村）
- 明治40年（1907年）4月1日 - 新十津川村が北海道一級町村制を施行。
- 明治42年（1909年）4月1日 - 北海道二級町村制の施行により、浦臼村（二級村、単独村制）が発足。（3村）
- 昭和18年（1943年）6月1日 - 北海道一・二級町村制が廃止され、北海道で町村制を施行。二級町村は指定町村となる。
- 昭和21年（1946年）10月5日 - 指定町村を廃止。
- 昭和22年（1947年）5月3日 - 地方自治法の施行により北海道空知支庁の管轄となる。
- 昭和28年（1953年）4月1日 - 月形村が町制施行して月形町となる。（1町2村）
- 昭和32年（1957年）1月1日 - 新十津川村が町制施行して新十津川町となる。（2町1村）
- 昭和35年（1960年）9月1日 - 浦臼村が町制施行して浦臼町となる。（3町）
- 平成22年（2010年）4月1日 - 空知支庁が廃止され、空知総合振興局の管轄となる。